# Heterocentrotus mammillatus
Heterocentrotus mammillatus är en sjöborreart som först beskrevs av Carl von Linné 1758.  Heterocentrotus mammillatus ingår i släktet Heterocentrotus och familjen Echinometridae. Inga underarter finns listade i Catalogue of Life.

## Bildgalleri

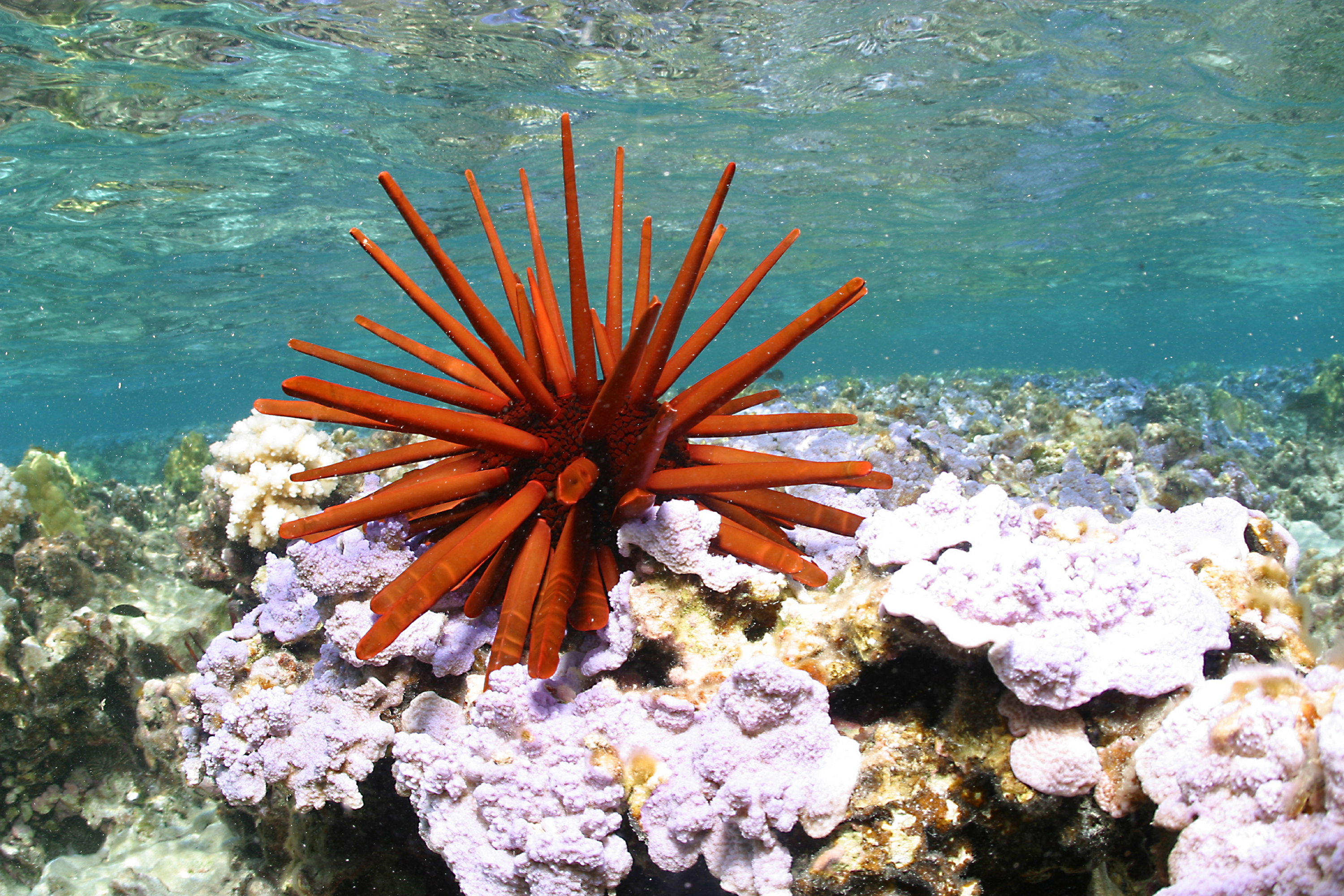
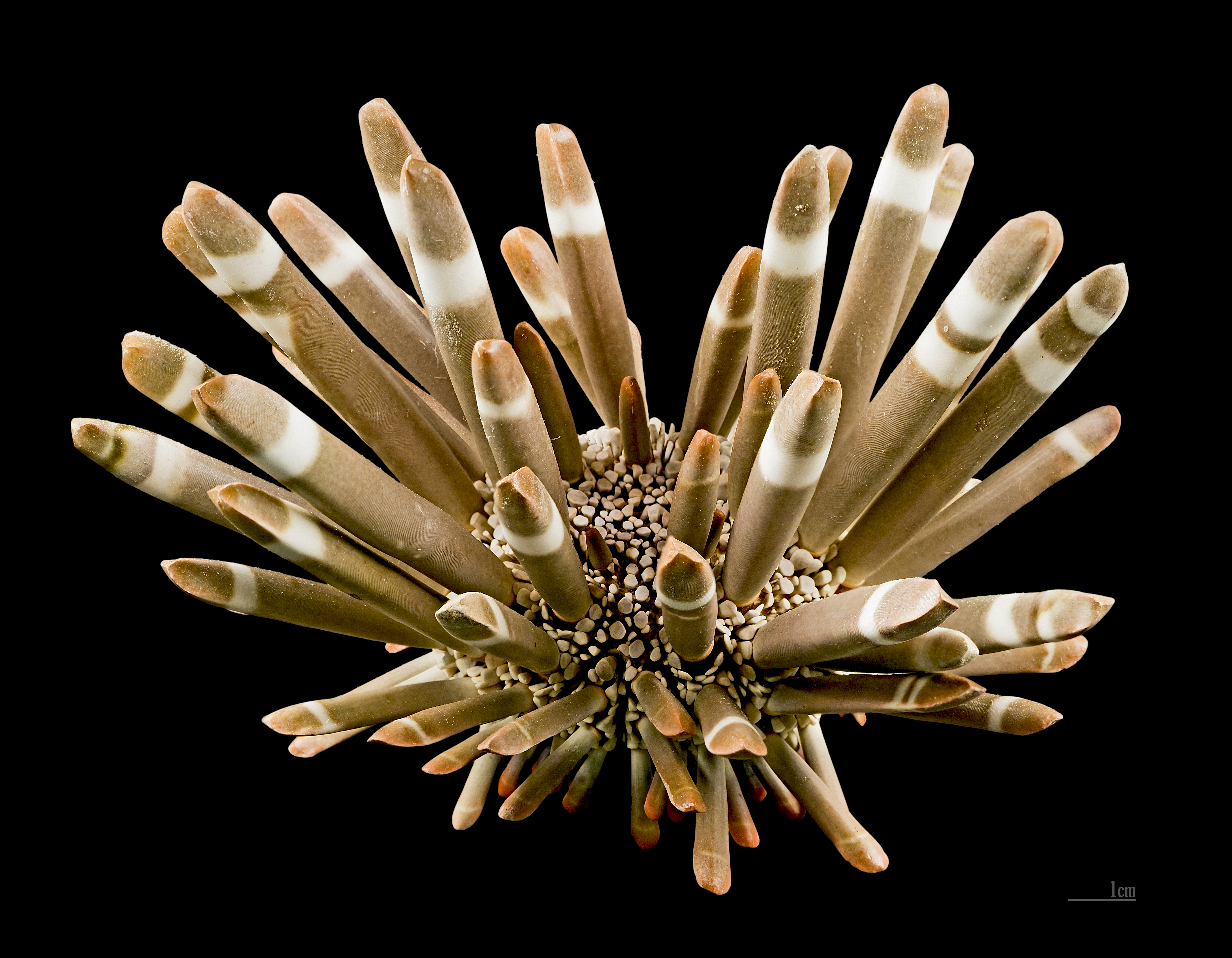
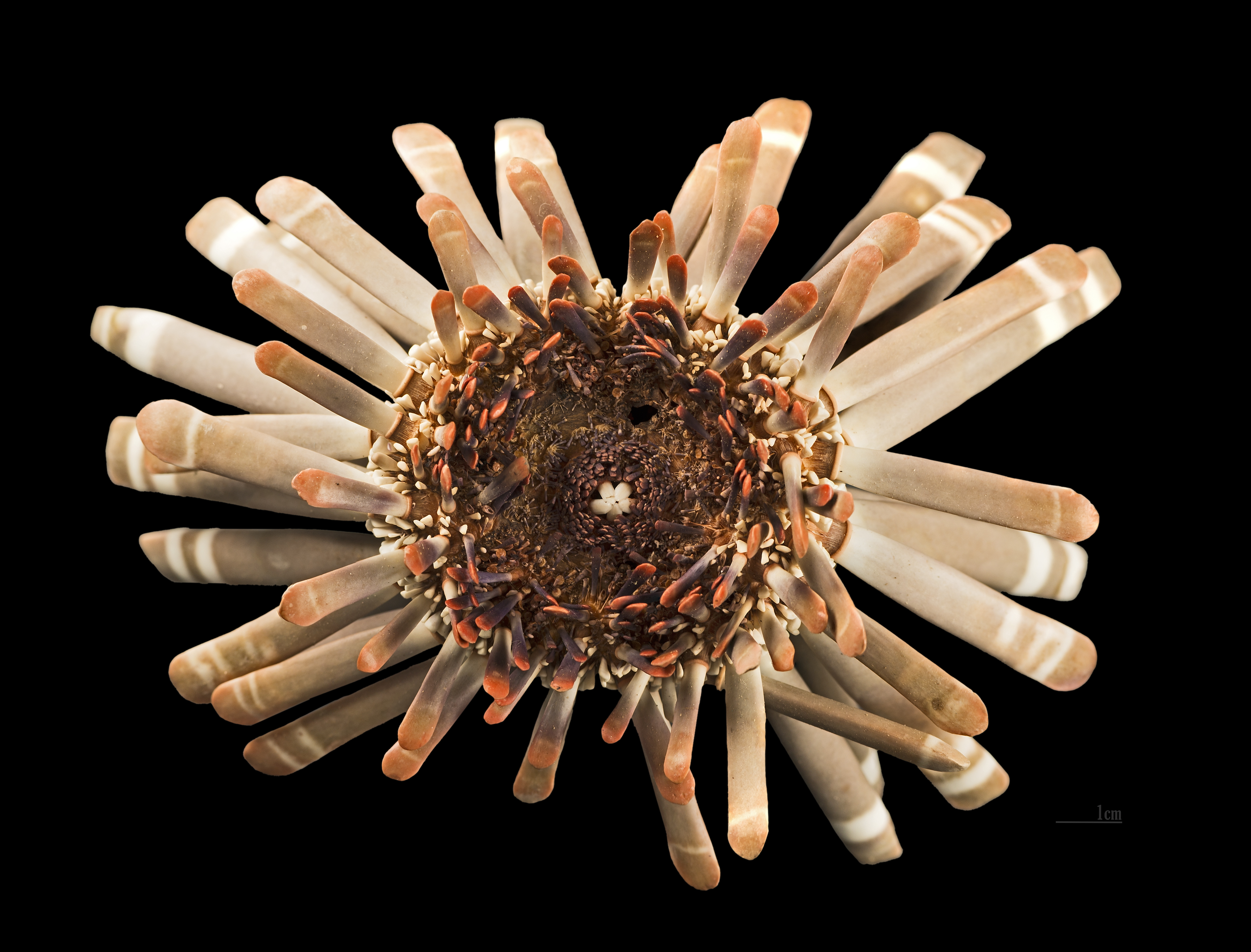
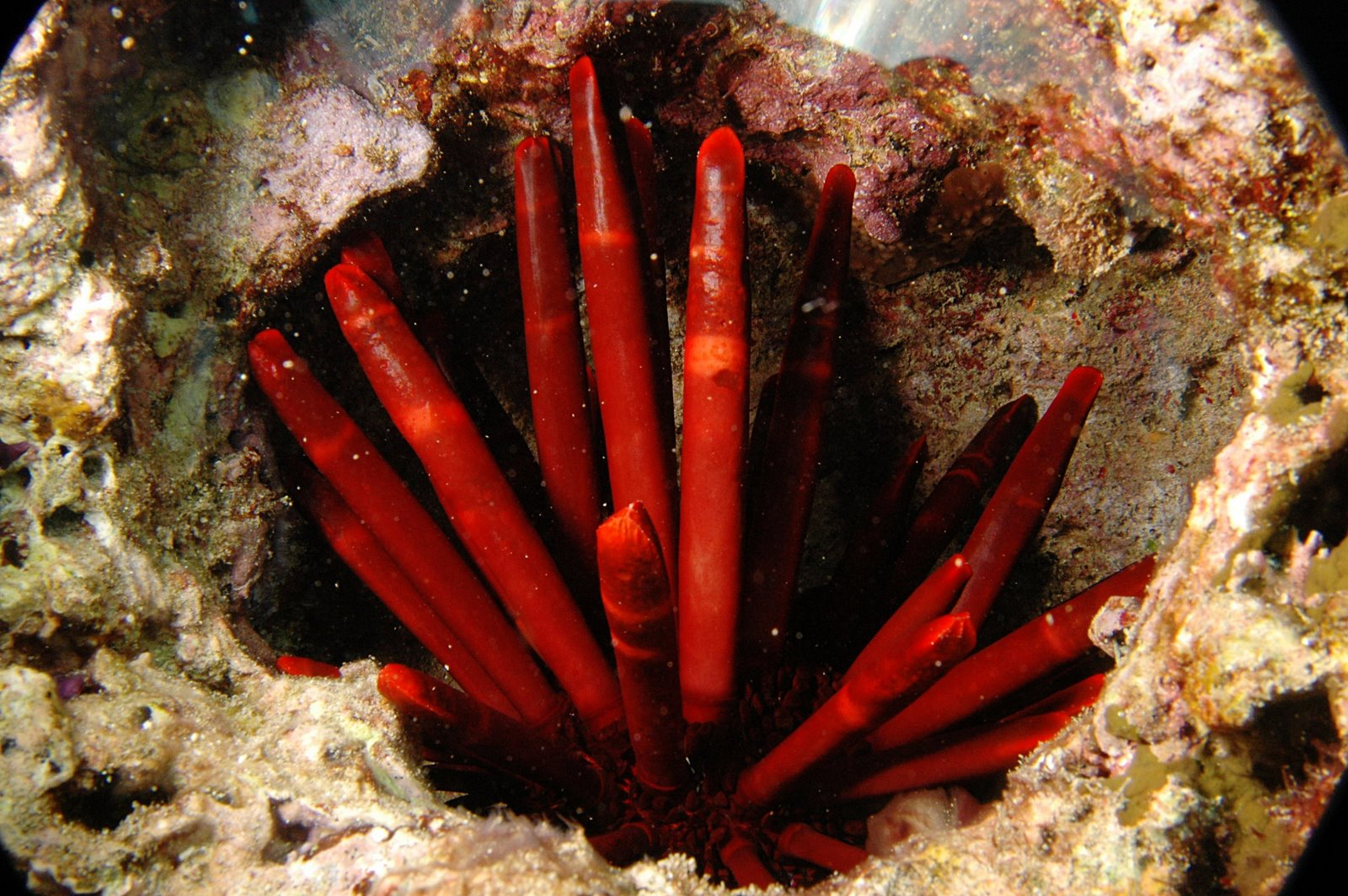
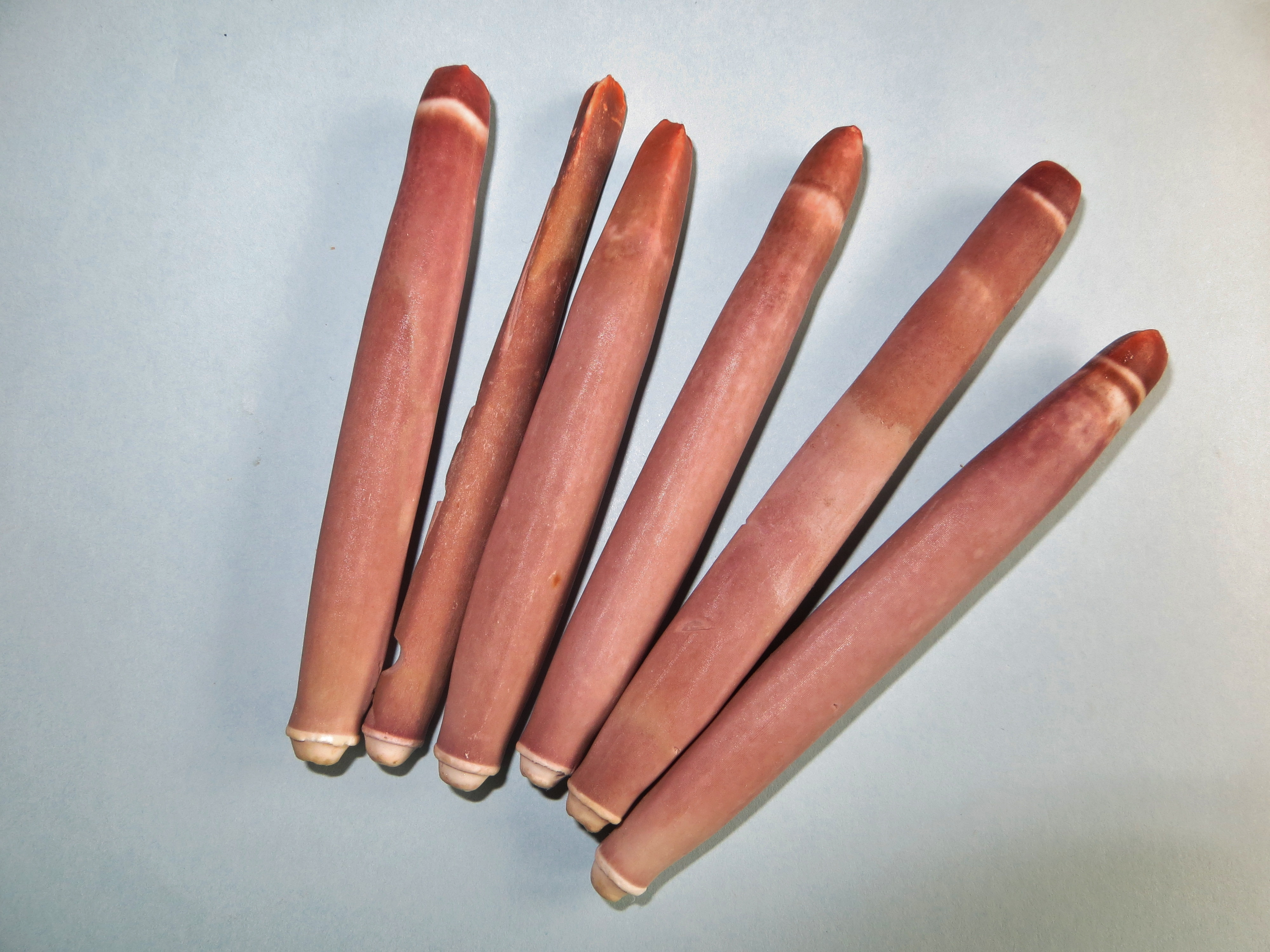
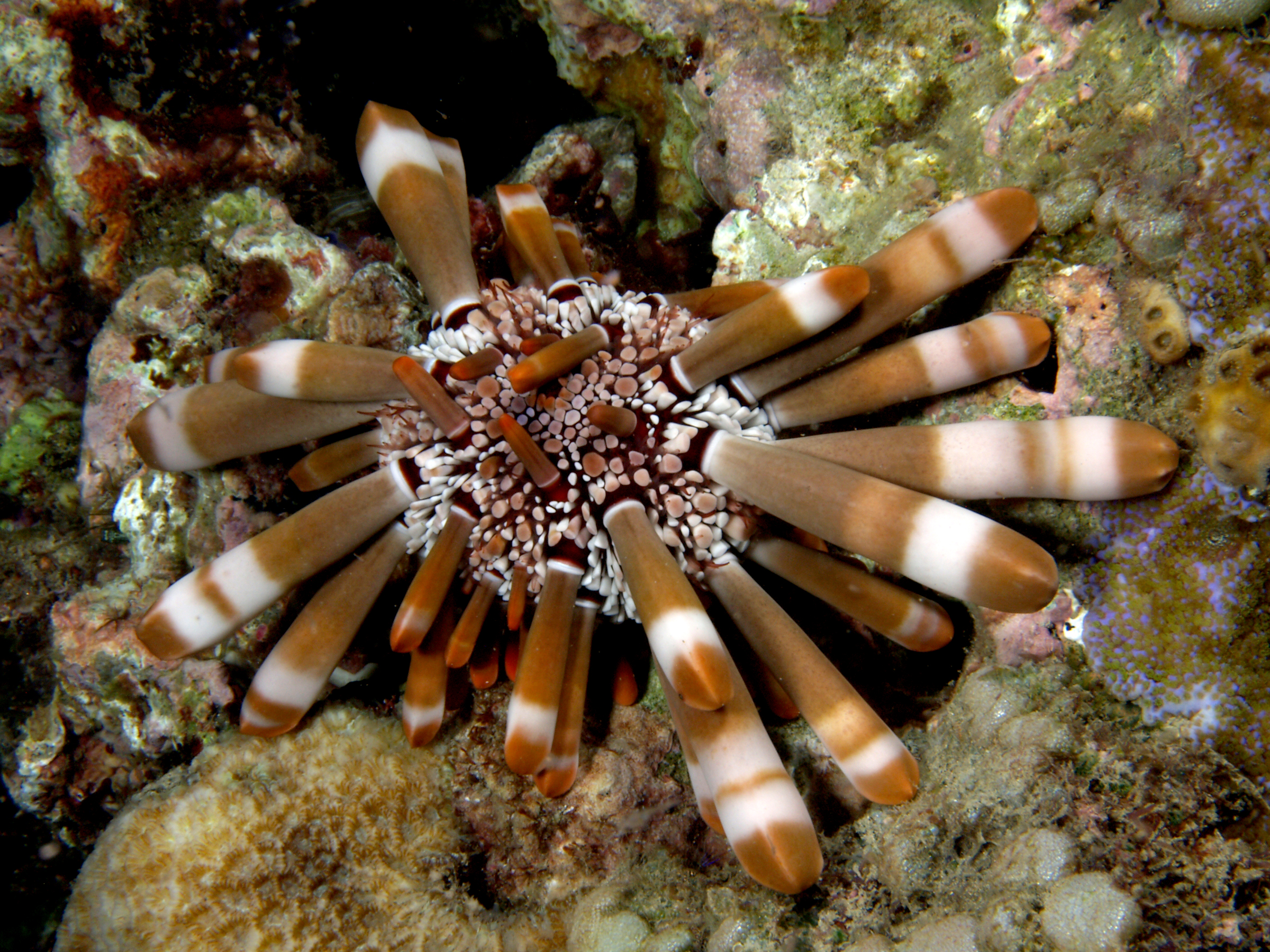
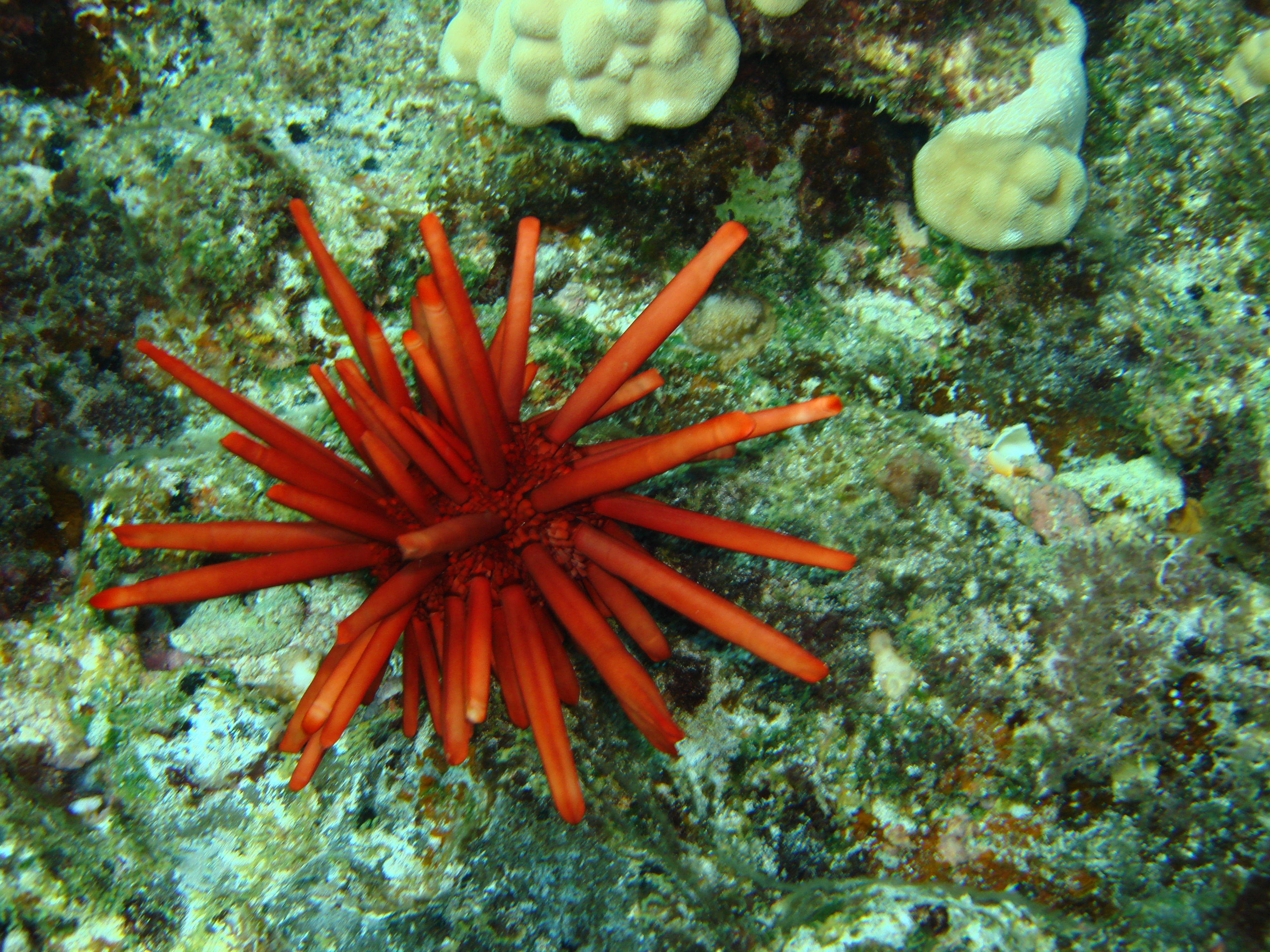
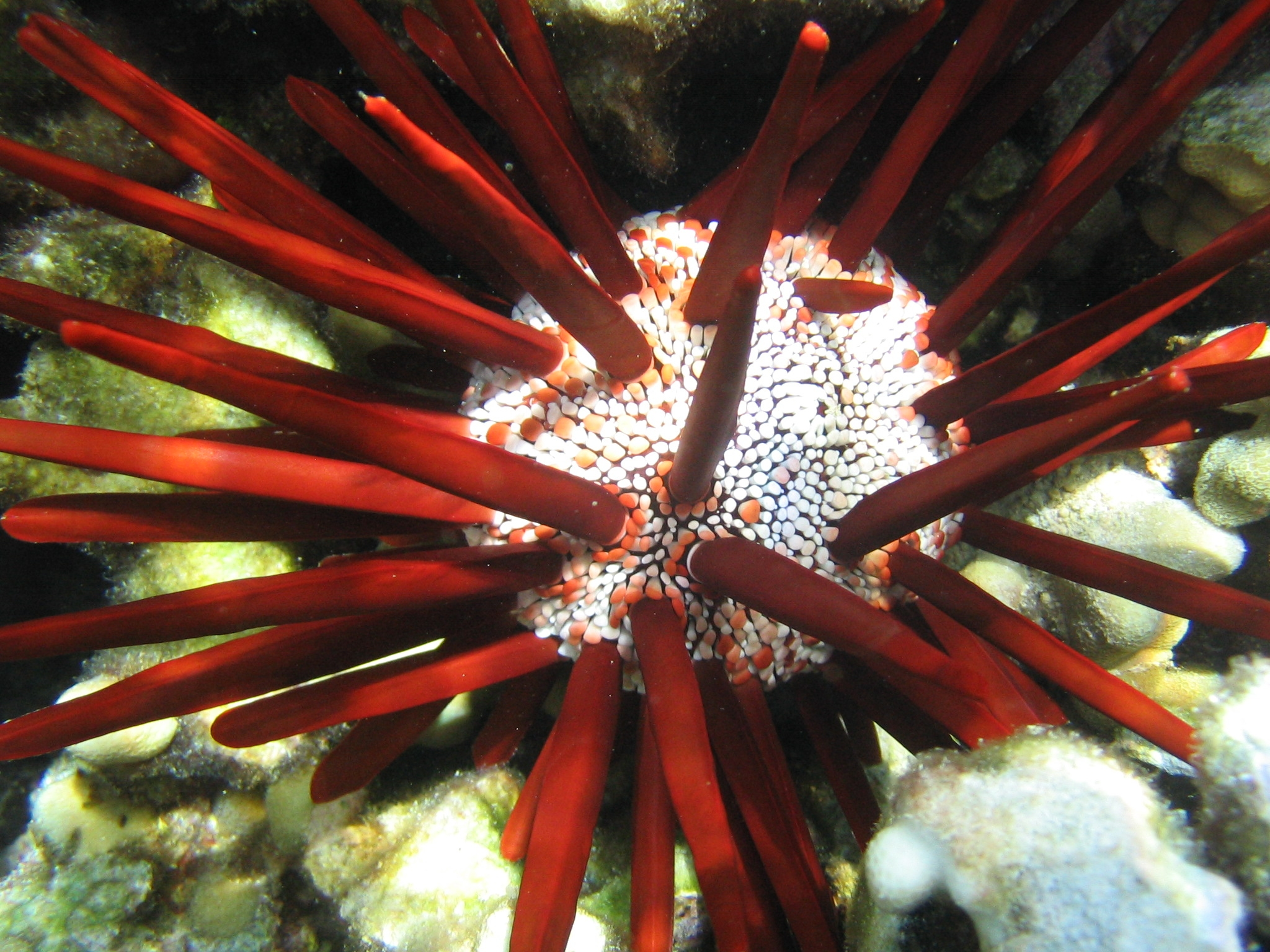
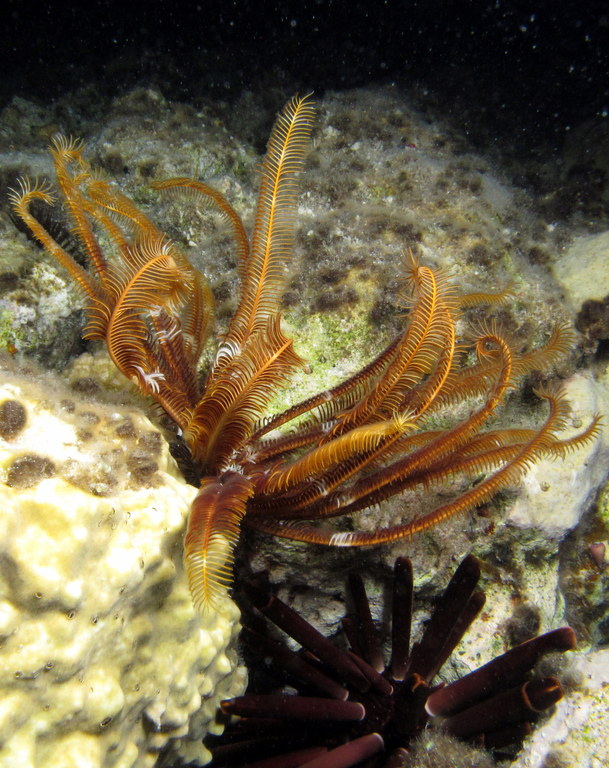